# Companhia Nacional de Álcalis

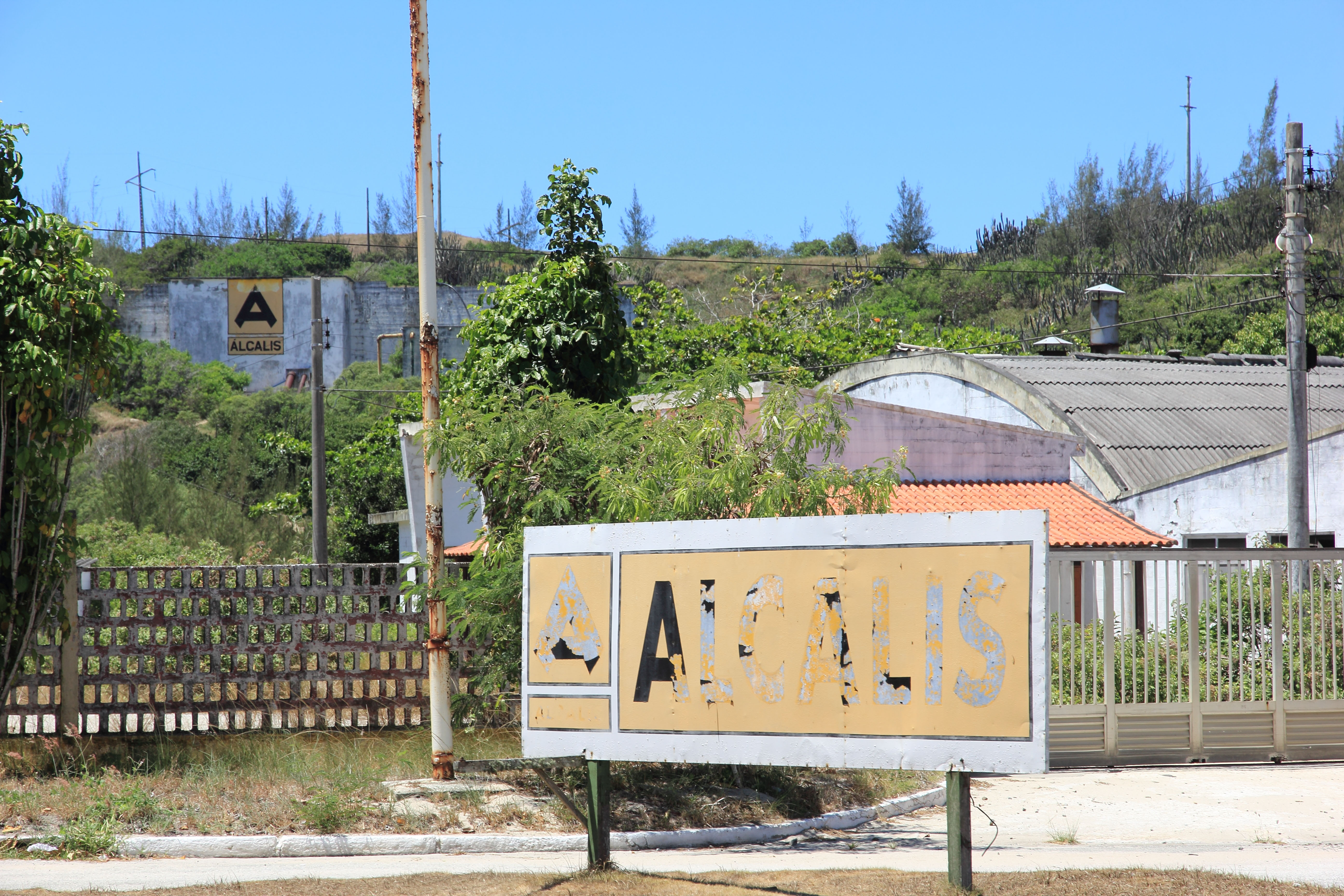
Companhia Nacional de Álcalis

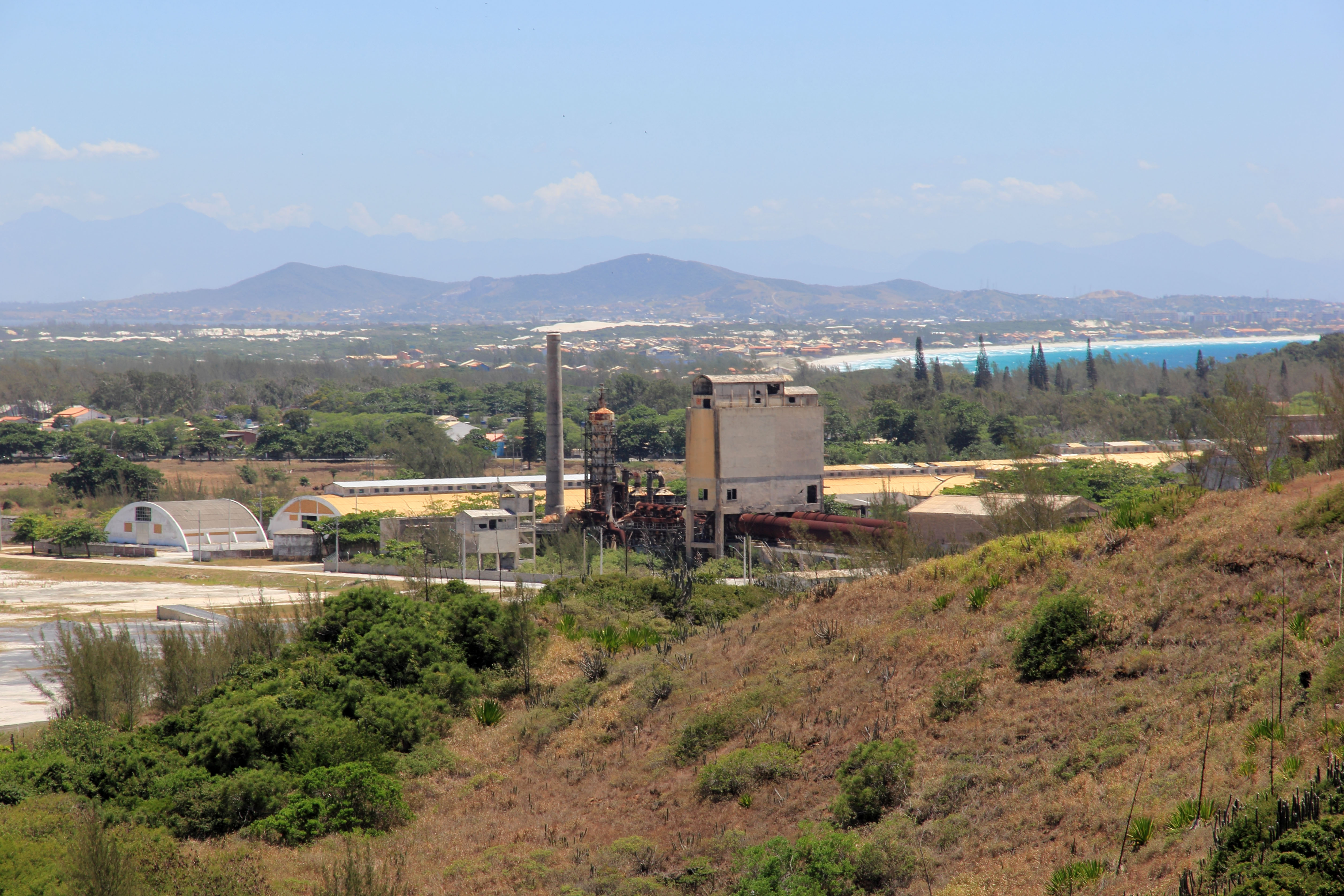
Companhia Nacional de Álcalis

A Companhia Nacional de Álcalis foi uma empresa brasileira produtora de barrilha e sal. Foi uma das empresas, junto com a Companhia Siderúrgica Nacional, a Companhia Vale do Rio Doce e a Fábrica Nacional de Motores, criadas no período do Estado Novo com o objetivo de impulsionar a industrialização do Brasil.

## História
A companhia foi criada em 1943 pelo então presidente do Brasil, Getúlio Vargas. Ela foi instalada no então município de Cabo Frio (atualmente fica em Arraial do Cabo), Rio de Janeiro e iniciou as suas operações apenas no final dos anos 50.
Durante o governo de Jânio Quadros, a empresa foi presidida por Paulo Duque, que foi indicado por Artur Bernardes Filho.
Em 1992, durante o governo do presidente Fernando Collor de Mello, a empresa foi privatizada. No ano de 2006 a produção da empresa foi interrompida.